# Vanda tessellata
Vanda tessellata là một loài phong lan có ở the tiểu lục địa Ấn Độ tới Đông Dương.

## Hình ảnh

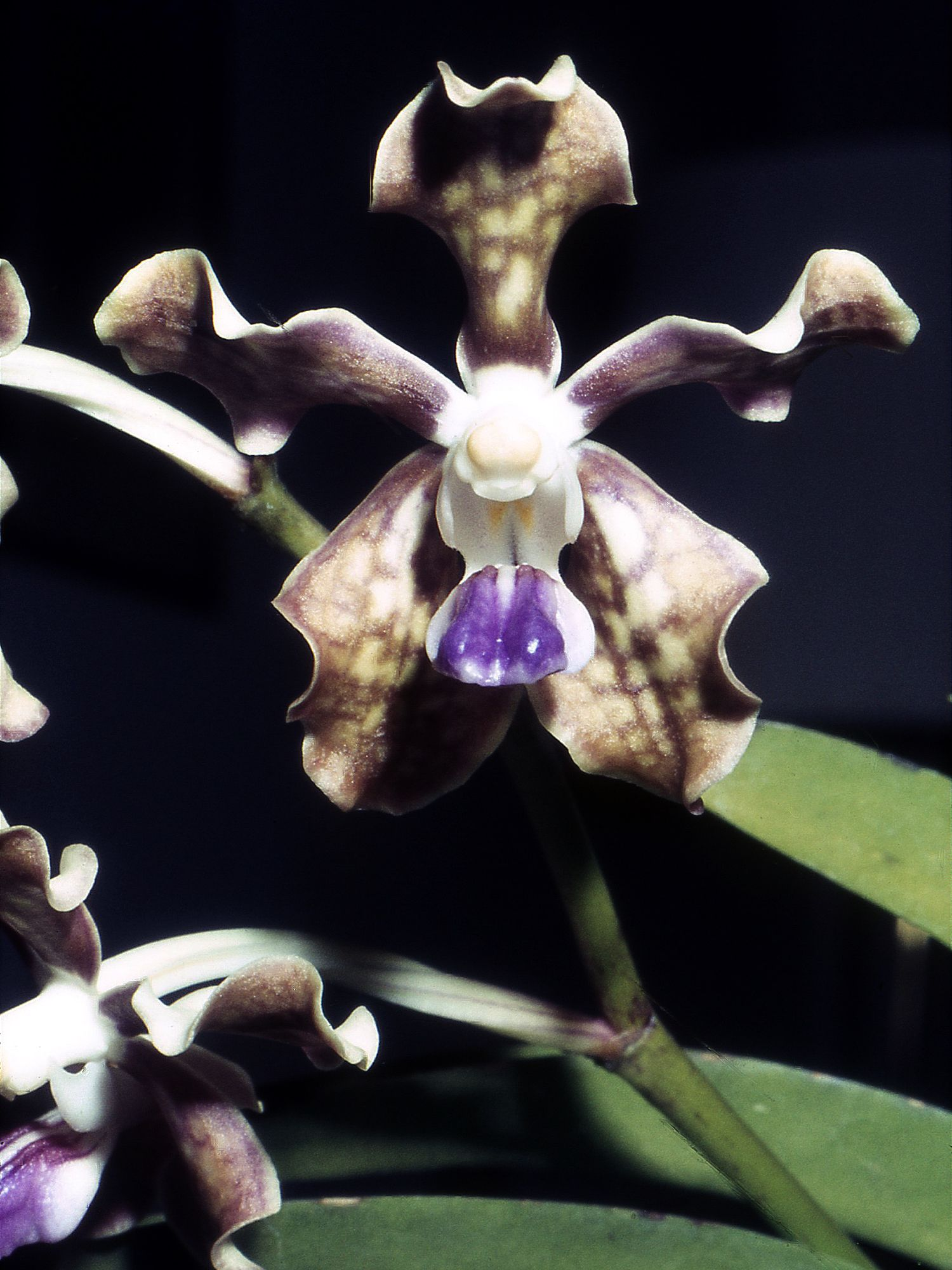
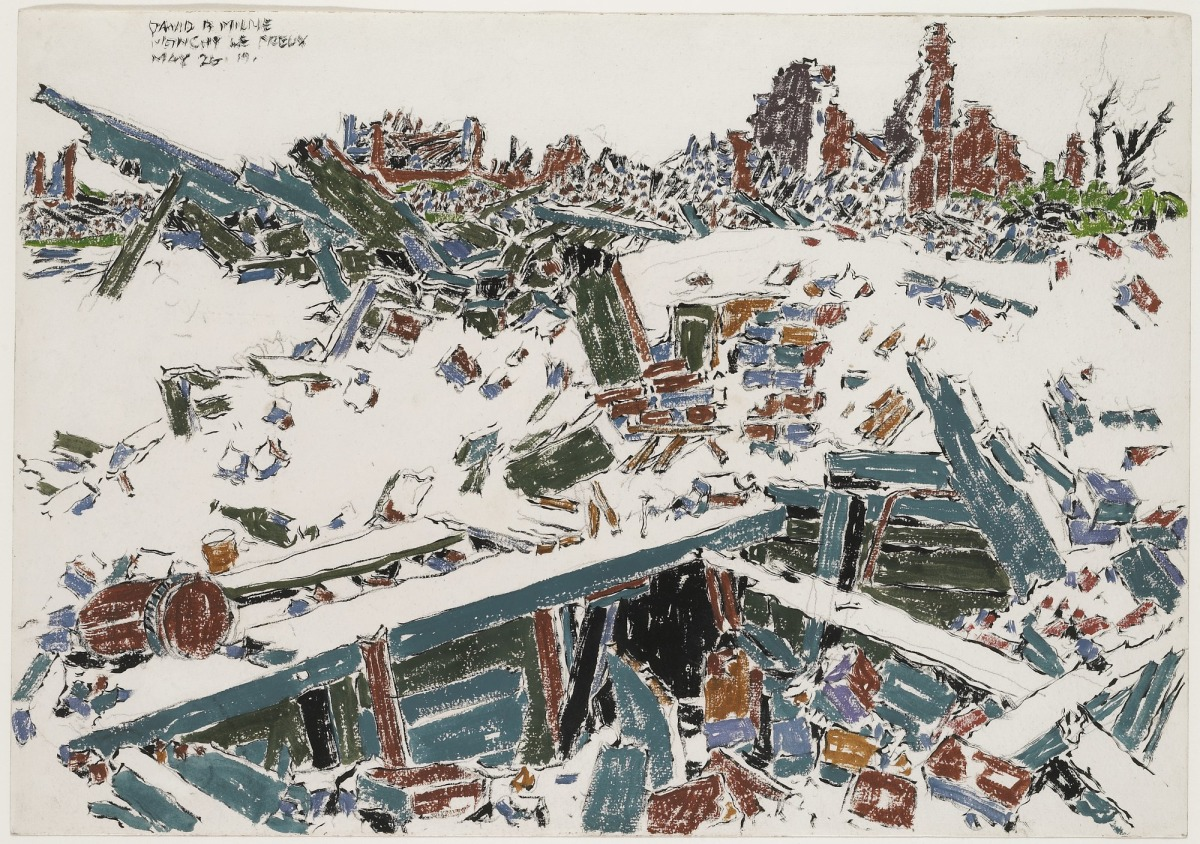